# Debbie Does Dallas Uncovered
Debbie Does Dallas Uncovered, conosciuto anche come The Curse of Debbie Does Dallas, è un documentario televisivo del 2005 diretto da Francis Hanly, facente parte della serie The Dark Side of Porn di Channel 4. 

## Descrizione
Originariamente trasmesso dalla televisione britannica nel 2005, il film è uno studio sull'industria del porno negli anni settanta. In maniera simile a Inside Gola profonda, esamina la storia produttiva e distributiva del cult movie pornografico del 1978 Debbie Does Dallas (distribuito nel 1980 in Italia con il titolo Giochi maliziosi).  
Interviste ad ex attori porno tentano inoltre di fare luce sul "mistero della scomparsa" di Bambi Woods, attrice hard protagonista del film, misteriosamente scomparsa nel 1986 e che si dice abbia avuto legami con la mafia italoamericana e problemi con l'FBI.

## Produzione
Il documentario venne prodotto dalla Boomerang Productions di Cardiff.